# وزغ بلوچی
وزغ بلوچی (نام علمی:  Bufo olivaceus) گونه‌ای از سرده وزغ‌ است که در ایران، پاکستان و احتمالاً افغانستان یافت می‌شود. این دوزیست در نخلستان‌ها، باغات کشاورزی، رودخانه‌ها، چشمه‌های آب شیرین، تالاب‌ها و زمین‌های آبیاری شده زندگی و تولید مثل می‌کند.